# 一定是哪裡
何處不相逢是1998年8月5日推出的夏之管(TUBE)的第28張單曲。

## 簡介
- 是用TUBE的樂曲的歌詞很好地出來的「夏天」，使之聯想「海」「岸邊」，「太陽」等的夏天的言詞完全不呈現的樂曲。「尋找那個夏天」以來，在電視劇的主題歌被採用的樂曲。是對TUBE來說第二次的電視劇主題歌。

- 是中等號碼拍子的敘事聲樂曲風格的旋律,不過，演奏時間僅僅3分31秒以外沒有清淡。到秋天也持續暢銷，成為了最終地超越40萬張(件)的長期暢銷商品。

- 『第49次NHK紅白歌會』宣佈的樂曲。向『紅白歌會』的出場是1993年的「不斷等夏天」以來隔了5年第二次。

- 所說的2005年韓國的男性duoCAN，以『My Way』標題填補著的（為相冊『My Way』收錄）。

## 收錄曲目
1. 何處不相逢（3分31秒）
作詞 前田亘輝 :作曲 春畑道哉 :編曲 夏之管
2. Smile For Me
3. 何處不相逢（Original Karaoke）
4. Smile Foe Me（Original Karaoke）